# Ніконов Олексій Валерійович
Олексій Валерійович Ніконов (також Льоха Ніконов) (20 грудня 1972, Виборг) — російський поет та музикант, вокаліст гурту «Последние танки в Париже» та супергурту «ШТЫКНОЖ».

## Життєпис
Олексій Валерійович Ніконов народився в місті Виборг. У 1996 році створює гурт «Последние танки в Париже». Перші виступи гурту відбулися у клубі TamTam. У тому ж році було записано перший демозапис «Olkaa Hyva». Після смерті ударника гурту Едуарда Старкова у 1997 році, гурт тимчасо призупиняє діяльність. У 1998 році до гурту приєднався новий барабанщик Сергій Вельміта і гурт відновлює свою діяльність. На початку 2000-х Льоха Ніконов переїжджає до Санкт-Петербурга. Окрім гурту «Последние танки в Париже» брав участь у таких проєктах як «Психея», «Порт 812», «Глеб Самойлоff & The Matrixx», «Барто», «Дикие ёлочные игрушки», «Свиньи в космосе» та ін.

## Громадянська позиція
Олексій Ніконов різко критикує російських політиків та президента Російськой Федерації Володимира Володимировича Путіна, а також порівнює нинішній політичний стан у країні з феодалізмом.
Під час початку Російсько-української війни 2014 року зайняв нейтральну позицію, звинувачуючи у всьому політиків.

## Дискографія

### У складі «Последние танки в Париже»
- 1996 — Olkaa Hyva
- 1998 — «Девственность»
- 1999 — «Порномания»
- 2001 — «Гексаген»
- 2004 — «2084»
- 2007 — «Свобода слова»
- 2008 — «Зеркало»
- 2009 — «Репортаж с петлёй на шее»
- 2010 — «Порядок вещей»
- 2012 — «Ультиматум»
- 2014 — «Ключи от всех дверей»
- 2016 — «Реакция»

### У складі «ШТЫКНОЖ»
- 2020 — «Шоковая терапия»

## П'єси та спектаклі
- Зонг-опера «Медея. Эпизоды» (автор монологів та музики)[5].

- Монодрама «Магбет» (автор тексту).

- Комедія «Бедный, бедный Гамлет» (автор тексту)[6].

## Нагороди
Лауреат премії имені Іллі Кормильцева у 2008 за кращу «рок-поезію» та 2009 році за збірку «Нулевые»
Спектакль «Медея. Эпизоды» на вірші Олексія Ніконова отримав премію імені Сергія Курьохіна у 2011 році